# Михайлова, Вера Григорьевна
Вера Григорьевна Михайлова (4 сентября 1907 или 22 августа [4 сентября] 1908, Нерчинск, Забайкальская область или Мариинск, Томская губерния — 30 мая 1985, Симферополь) — советская детская писательница и журналистка.

## Биография
Родилась 4 сентября 1907 года в Нерчинской тюрьме (Забайкалье), где находились в заключении её родители, участники Томской подпольной организации. По другим данным, родилась 22 августа (4 сентября) 1908 года в Мариинске Кемеровской области.
C 12 лет работала на заводе. В 14 лет вступила в комсомол в Чите и была направлена на работу в новосозданную комсомольскую газету «Юная рать». В 1941 году заочно окончила Ленинградский государственный институт журналистики имени В. В. Воровского, затем три курса проучилась в Крымском педагогическом институте имени М. В. Фрунзе в Симферополе.
Жила и работала на Украине. Член КПСС. Во время и после Великой Отечественной войны работала в редакциях газет, в частности, с 1950 по 1960 год являлась главным редактором газеты Симферопольского района «Призыв» (до 1952 года газета называлась «Большевистская правда», а ныне — «Сельский труженик Крыма»). Возглавляла секцию прозы Крымского отделения Союза писателей СССР. Заседания секции проходили в Симферополе в доме № 5 по улице Горького.
Писала на русском языке. Большинство работ написано для детей. Михайлова является автором сборника рассказов «Воробеич» (1956), «Сигнал» (1958) и «Как Димка стал Бимкой» (1963), повестей «Алая лента» (1960), «Жил в Узине мальчишка» (1967, о детстве космонавта Павла Поповича), «Гошка — партизанский сын» (1971). Все её книги были изданы в Симферополе. Повесть «Гошка — партизанский сын» была переведена на таджикский язык.
Скончалась 30 мая 1985 года в Симферополе.
Внук — Григорий Адольфович Иоффе (1953—2020), крымский политик, первый заместитель Председателя Верховного Совета Крыма и Председатель Общественной палаты Республики Крым.

## Награды
- Медаль «За доблестный труд в Великой Отечественной войне 1941—1945 гг.»[1]

## Произведения
- Алая лента // Симферополь: Крымиздат, 1960. с. 158. Тираж 45 000
- Жил в Узине мальчишка // Симферополь, 1967. с. 132.
- Гошка — партизанский сын // Симферополь: Таврия. 1977. — 304 с. Тираж 30 000